# Léraba
La Léraba est une des 45 provinces du Burkina Faso, située dans la région des Cascades.

## Géographie

### Démographie
- En 1996, la province comptait 92 927 habitants recensés (30,78 hab./km2)[3],[4].
- En 2003, la province comptait 116 873 habitants estimés (38,71 hab./km2)[5].
- En 2006, la province comptait 124 281 habitants recensés (41,17 hab./km2)[6].
- En 2010, la province comptait 138 658 habitants estimés (45,93 hab./km2)[7]
- En 2019, la province comptait 179 367 habitants recensés (59,41 hab./km2)[2].

### Principales localités
Ne sont listées ici que les localités de la province ayant atteint au moins 4 000 habitants dans les derniers recensements (ou estimations de source officielles). Les données détaillées par ville, secteur ou village du dernier recensement général de 2019 ne sont pas encore publiées par l'INSD (en dehors des données préliminaires par département).
| Ville ou village           | Coordonnées                 | Altitude   | Population | Population | Population |
| Ville ou village           | Coordonnées                 | Altitude   | Rec. 1996  | Est. 2003  | Rec. 2006  |
| -------------------------- | --------------------------- | ---------- | ---------- | ---------- | ---------- |
| Konandougou                |                             |            | 5 483 hab. | 7 611 hab. | 7 584 hab. |
| Dakoro (ou Diakoro)        | 10° 27′ 46″ N, 5° 09′ 06″ O |            | 7 433 hab. | 7 121 hab. | 6 893 hab. |
| Douna                      | 10° 36′ 44″ N, 5° 06′ 26″ O |            | 5 896 hab. | 4 249 hab. | 4 039 hab. |
| Niankorodougou (ou Sobara) | 10° 27′ N, 5° 18′ O         |            | 2 781 hab. | 3 707 hab. | 4 186 hab. |
| Sindou                     | 10° 39′ 27″ N, 5° 09′ 53″ O | Max. 415 m | 3 437 hab. | 4 009 hab. | 4 185 hab. |
| Baguèra                    |                             |            | 3 074 hab. | 5 030 hab. | 3 425 hab. |
| Ouahirmabougou             | 10° 23′ 46″ N, 5° 27′ 50″ O |            | 3 179 hab. | 4 021 hab. | 3 149 hab. |

## Administration

### Chef-lieu et haut-commissariat
Sindou est le chef-lieu de la province, administrativement dirigée par un haut-commissaire, nommé par le gouvernement et placé sous l'autorité du gouverneur de la région. Le haut-commissaire coordonne l'administration locale des préfets nommés dans chacun des départements.
| Période        | Période  | Identité                       | Fonction précédente    | Observation |
| -------------- | -------- | ------------------------------ | ---------------------- | ----------- |
| 8 juillet 2016 | En cours | Mme B. Madeleine Traoré/Bicaba | Administratrice civile | [ 1 ]       |

| Période        | Période  | Identité                        | Fonction précédente  | Observation |
| -------------- | -------- | ------------------------------- | -------------------- | ----------- |
| 8 juillet 2016 | En cours | M. Dominique Wendpanga Bandaogo | Administrateur civil | [ 1 ]       |

### Départements ou communes

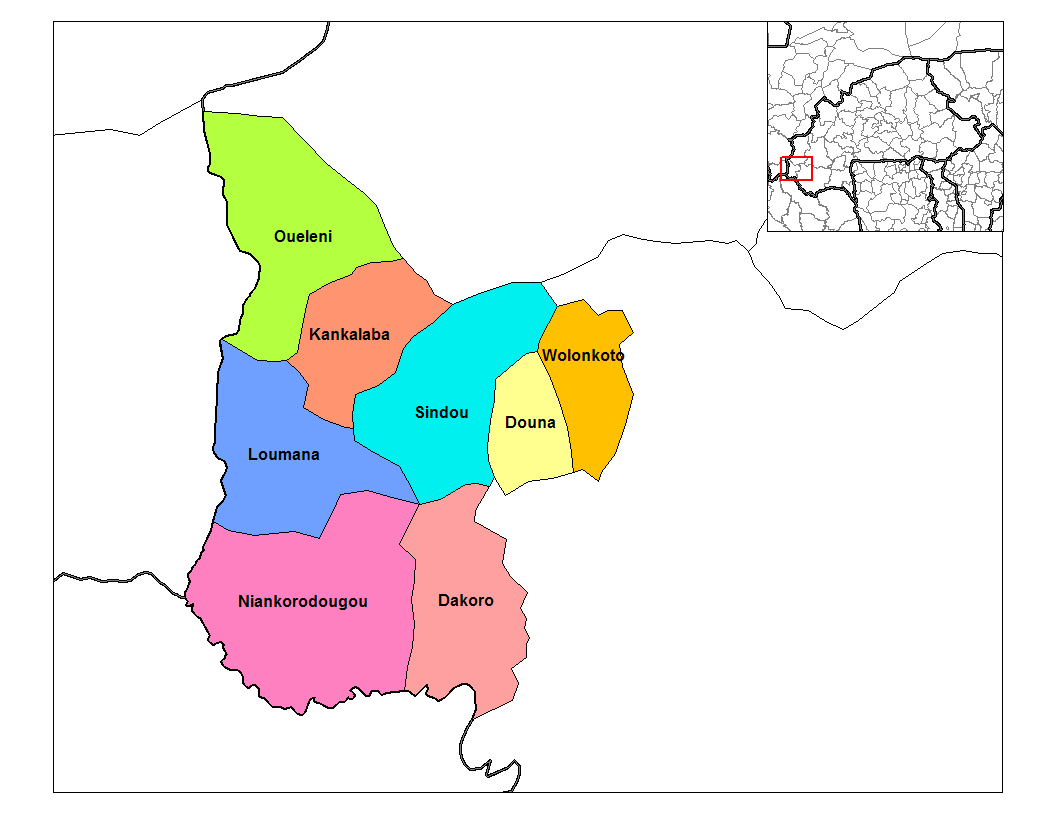
Localisation des huit départements ou communes de la province de la Léraba, formant également le district sanitaire de Sindou.

La province de la Léraba comprend huit départements ou communes.
Sept sont des communes rurales, Sindou est une commune urbaine dont la ville chef-lieu homonyme, subdivisée en cinq secteurs urbains, est également chef-lieu de la province :
| Département ou commune     | Type de commune            | Subdivisions (depuis 2012),         | Ville ou village chef-lieu        | Population totale | Population totale | Population totale | Population totale |
| Département ou commune     | Type de commune            | Subdivisions (depuis 2012),         | Ville ou village chef-lieu        | Rec. 1996         | Est. 2003         | Rec. 2006         | Rec. 2019         |
| -------------------------- | -------------------------- | ----------------------------------- | --------------------------------- | ----------------- | ----------------- | ----------------- | ----------------- |
| Dakoro                     | rurale                     | 5 villages                          | Dakoro                            | 10 400            | 12 864            | 13 227            | 17 997            |
| Douna                      | rurale                     | 6 villages                          | Douna                             | 7 544             | 9 132             | 9 047             | 14 198            |
| Kankalaba                  | rurale                     | 8 villages                          | Kankalaba                         | 7 675             | 9 199             | 9 668             | 12 585            |
| Loumana                    | rurale                     | 19 villages                         | Loumana                           | 19 034            | 22 680            | 24 454            | 33 778            |
| Niankorodougou (ou Sobara) | rurale                     | 16 villages                         | Niankorodougou (ou Sobara)        | 21 739            | 31 609            | 34 143            | 51 576            |
| Ouéléni                    | rurale                     | 14 villages                         | Ouéléni                           | 9 102             | 10 020            | 11 662            | 17 979            |
| Sindou                     | urbaine                    | 1 ville (5 secteurs) et 10 villages | Sindou (chef-lieu de la province) | 14 738            | 17 682            | 18 280            | 25 753            |
| Wolonkoto                  | rurale                     | 2 villages                          | Wolonkoto                         | 2 695             | 3 687             | 3 800             | 5 501             |
| 8 départements ou communes | 8 départements ou communes | 1 ville (5 secteurs) et 80 villages | Total                             | 92 927            | 116 873           | 124 281           | 179 367           |

## Santé et éducation
Les huit communes de la province forment le district sanitaire de Sindou au sein de la région.